# 가나이와촌
가나이와촌(金岩村)은 돗토리현 히노군에 있던 촌이다. 현재의 호키정의 일부에 해당한다.